# Гейтс, Гарет
Гарет Пол Гейтс (англ. Gareth Gates, род. 12 июля 1984 года) ― британский певец и автор песен. Он занял второе место в первой серии шоу талантов Pop Idol в 2002 году. Гейтс продал более 3,5 миллионов пластинок в Великобритании. 

## Юность
Гейтс родился в Уэст-Боулинге, Брэдфорд, в семье Пола и Венди Бродбент. У него есть три сестры, Никола, Шарлотта и Джессика. Он рос со своим двоюродным братом Джеймсом. Гейтс и его сестры учились в технологическом колледже Диксонс-Сити в Уэст-Боулинге, Брэдфорд, где Гейтс изучал искусство и музыку.
Он присоединился к хору Брэдфордского собора в возрасте девяти лет. Гейтс был главным хористом в возрасте одиннадцати лет, пел соло для королевы, когда та совершила визит в 1997 году. Гейтс достиг 8-го класса по фортепиано, классической гитаре и пению. Он получил место в Королевском Северном музыкальном колледже в Манчестере перед финалом Pop Idol.

## Карьера
В феврале 2002 года Гейтс занял второе место в первой серии Pop Idol. Он прошел прослушивание с песней «Flying Without Wings» и был допущен к следующему туру. Несмотря на то, что он не выиграл конкурс, Саймон Коуэлл помог ему подписать контракт с лейблом BMG Entertainment.
Первый сингл Гарета, кавер-версия песни «Unchained Melody», занял 1-е место в UK Singles Chart. Сингл стал дважды платиновым в Великобритании. За этим последовал еще один сингл, «Anyone of Us (Stupid Mistake)», который также стал успешным. Его третий сингл Suspicious Minds/The Long and Winding Road также занял 1-е место. Его четвертая песня, «What My Heart Wants to Say», достигла 5-го места. Дебютный альбом Гейтса What My Heart Wants to Say за первую неделю продаж разошелся тиражом в 100 000 копий, достигнув 2-го места в UK Singles Chart и в конечном итоге получил двойной платиновый статус в Великобритании.
Его следующий сингл, «Sunshine» со второго альбома Go Your Own Way, занял 3-е место. Однако, альбом был гораздо менее успешным, чем дебютный. Он достиг пика на 11-м месте в Великобритании, а на следующей неделе опустился до 32-го места и провел всего четыре недели в чарте альбомов. Однако он пользовался несколько большим успехом в ряде азиатских стран. Гейтс получил премию MTV Asia Awards. Его следующий сингл, «Say it Isn't So», достиг 4-го места в конце 2003 года и оказался последним синглом Гейтса до апреля 2007 года. В начале 2004 года он совершил тур по Великобритании, а затем продолжил продвигать свой альбом по всей Европе и Азии. Затем решил сделать перерыв в музыкальной карьере. Он сфокусировался на работе в качестве тренера по речи в рамках программы McGuire.
В 2003 и 2004 годах сообщалось, что Гейтс был уволен своей звукозаписывающей компанией BMG. Отчеты, в которых также упоминались низкие продажи его второго альбома и низкие продажи билетов на концерты в качестве причин, были опровергнуты как Гейтсом, так и звукозаписывающей компанией. Позже Гейтс был исключен из лейбла в апреле 2006 года. В 2006 году Гейтс появился в телевизионном документальном фильме для ITV1 под названием «Что случилось с Гаретом Гейтсом?», в котором рассказывалось о его опыте в музыкальной индустрии и его жизни за ее пределами. Документальный фильм был показан в декабре 2006 года. 
Первым синглом с третьего альбома Гейтса стал «Changes», который был выпущен 9 апреля 2007 года. Сингл достиг пика на 14-м месте. Второй сингл, «Angel on My Shoulder» был выпущен 18 июня 2007 года, достигнув 22-го места. Оба сингла оставались в Топ-40 Великобритании всего одну неделю. Третий альбом Гейтса, Pictures of the Other Side, был выпущен 25 июня 2007 года. Он оказался самым продаваемым альбомом Гейтса на сегодняшний день и провел всего две недели в британском чарте альбомов, заняв 23-е место, а на следующей неделе опустившись до 66-го, а затем и вовсе выпав из чарта.
Гейтс продолжает выступать в качестве сольного исполнителя со своим гитаристом Питом Ринальди.
27 декабря 2013 года было объявлено, что Гейтс вместе с Дэйном Бауэрсом, Кензи, Адамом Рикиттом и Каваной сформируют группу под названием 5th Story для документального фильма ITV2 The Big Reunion. После этой программы группа отправилась в турне в октябре 2014 года в рамках тура Big Reunion Boyband.
Сборник The Very Best of Gareth Gates был выпущен компанией Sony Music в марте 2014 года. Он включает в себя хитовые синглы с его первых двух альбомов и два других трека с его первого альбома, а также три совершенно новых акустических трека, которые он записал со своим гитаристом Питом Ринальди. Альбом не попал в чарты.
С 2008 года Гейтс выступает в различных мюзиклах, таких как «Мисс Сайгон», «Отверженные» и «Блондинка в законе».

## Личная жизнь
В 2002 году Гейтс познакомился с танцовщицей Сюзанной Мол. Пара обручилась в 2007 году, 18 июля 2008 года состоялась их свадьба на частной церемонии для семьи и друзей. 6 апреля 2009 года у пары родилась дочь Мисси. В 2012 году они развелись.
Незадолго до развода Гейтс находился в отношениях с актрисой Фэй Брукс.
В 2009 году сообщалось, что он заработал около 6,5 миллионов фунтов на сегодняшний день.

## Дискография
- What My Heart Wants to Say (2002)
- Go Your Own Way (2003)
- Pictures of the Other Side (2007)
- The Very Best of Gareth Gates (2014)